# ブリストル・ファイター
ファイター（Fighter）とは、イギリスの自動車メーカーのブリストル・カーズが2004年から生産していたスーパーカーである。

## 概要
ボディは、スチール製サイドバンパー、スチール製クロスメンバー、アルミハニカムフロア、アルミ製トーショナル・バルクヘッドを組み合わせている。ドアとテールゲートはカーボン製。キャビンは鋼管でロールオーバー構造＆セイフティ・ケージが構成されている。ガルウィングドアを採用したボディは空力を重視した設計になっている。そのためCd値（空気抵抗係数）が0.28と、高い空力性能を誇る。しかし一方で実用性も考慮されており、ラゲッジルームはゴルフバッグを2個詰めるほどの容量を確保している。
エンジンはダッジ・バイパー用をベースにブリストルがチューニングした8.0LV型10気筒（525PS）であり、それをフロントミッドシップレイアウトで搭載し、後輪を駆動する。トランスミッションは6速MTまたは4速AT。
バリエーションは標準モデルに加え、パワーアップしたエンジン（628PS）を搭載した「S」と、さらにパワーアップした最上級モデル「T」が存在する（次項目参照）。

## ファイターT
2006年に発表され、2007年に発売。多くのユーザーからの「もっとパワーを」との要望に応えるために追加された。
ターボチャージャーを搭載し、空力性能の見直しによりCd値を0.27まで下げ、最高出力1012PS、最高速度430km/h（ただし360km/hに制限されている）、0-60マイル/h（0-96km/h）加速3.5秒以下にまで性能を向上させた。とくに最高出力は1001PSのブガッティ・ヴェイロンを超える数値である。にもかかわらず値段は1台35万ポンド（約7700万円）と、ヴェイロンの81万ポンド（約1億7800万円）に比べて半額以下である。
ファイターTは20台のみの限定生産とされ、2007年9月頃に1台目がデリバリーされた。